# Nathan East
Nathan Harrell East (Filadèlfia, 8 de desembre de 1955) és un baixista i cantant nord-americà de jazz, R&B i rock. Amb més de 2.000 enregistraments, East és un dels baixistes més gravats de la història de la música. East té una llicenciatura en música per la Universitat de Califòrnia, San Diego (1978). És membre fundador del quartet de jazz contemporani Fourplay i ha gravat, interpretat i coescriu cançons amb intèrprets com Bobby Womack, Eric Clapton, Michael Jackson, Joe Satriani, George Harrison, Ringo Starr, Phil Collins, Stevie Wonder, Toto, Corea Punk, Kenny Login, Chickeny, Kenny Login, Coreaft, iHancock.

## Carrera

### Vida primerenca
Nathan Harrell East va néixer el 8 de desembre de 1955 a Filadèlfia, Pennsylvania, fill de Thomas i Gwendolyn East. És un dels vuit fills (cinc nens i tres nenes) criats catòlicament a San Diego, on la família es va traslladar quan ell tenia quatre anys. És el germà petit de Mons. Ray East de l'església de Santa Teresa d'Àvila a DC.
East va estudiar primer violoncel de setè a novè grau i va tocar a l'orquestra local de l'escola secundària Horace Mann. Als catorze anys va desenvolupar un interès pel baix, tocant a l'església amb els seus germans Raymond i David. Va estar actiu en els programes de música de la seva escola secundària (Crawford) juntament amb una banda local dels 40 millors anomenada "Power". Ha dit que les seves primeres influències inclouen Charles Mingus, Ray Brown i Ron Carter al baix; i James Jamerson, Paul McCartney i Chuck Rainey al baix elèctric. Va estudiar música a la UC San Diego. Nathan East també és un expert mag aficionat membre de The Magic Castle i de l'Acadèmia d'Arts Màgiques.

### Carrera musical

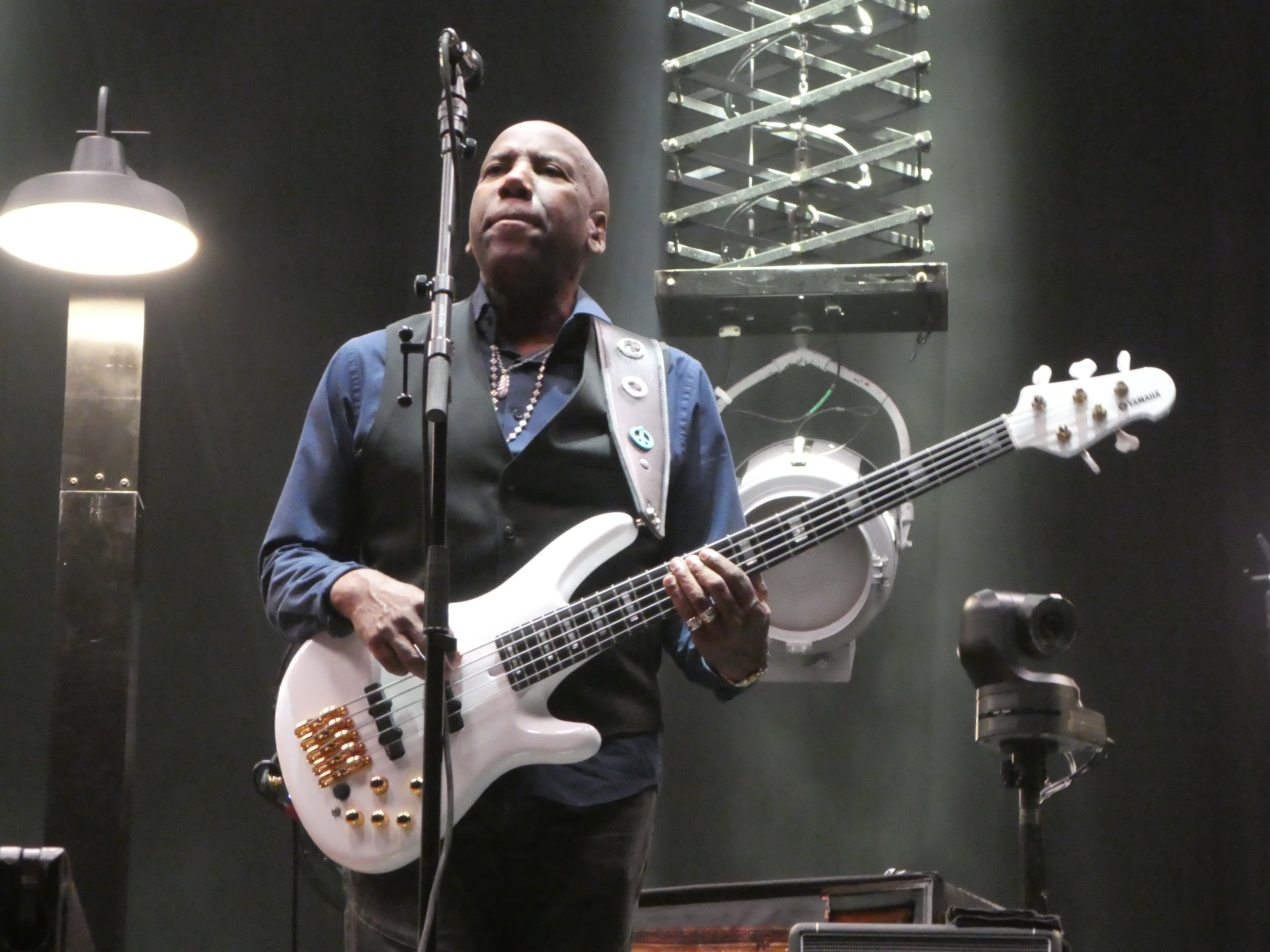
Nathan East com a membre de la banda d'Eric Clapton, Detroit, 10 de setembre de 2022.

East és membre fundador de la banda de jazz contemporània Fourplay amb Bob James (teclats), Lee Ritenour a la guitarra (més tard substituït per Larry Carlton i Chuck Loeb) i Harvey Mason (bateria).
Ha treballat amb Bobby Womack (a l'àlbum The Poet), Babyface, Anita Baker, The Bee Gees, Eric Clapton, Steve Winwood, Gail Ann Dorsey, Bryan Ferry, Daft Punk, Herbie Hancock, George Harrison, Michael Jackson, Al Jarreau, Elton John , ⁣ Earth, Quinny Fire Ken, Elton John, BB, Quinny Wind Loggins, The Love Unlimited Orchestra, The Manhattan Transfer, Ed O'Brien, Laura Pausini, Savage Garden, Sting, Barry White i Stevie Wonder. Va coescriure la cançó "Easy Lover" per a Phil Collins i Philip Bailey. El 2013, va gravar la línia de baix per a l'èxit del 2013 "Get Lucky" de Daft Punk, que va guanyar els premis Grammy al disc de l'any i a la millor actuació en duo/grup pop (2014). Des de la dècada de 1980, East ha estat membre de l'estudi i de les bandes de gira d'Eric Clapton. East va ser convidat a tocar a We Are One: The Obama Inaugural Celebration al Lincoln Memorial de Washington D. C., el 2009.
A principis de 2010, va ser convidat a unir-se a la banda de rock guanyadora del premi Grammy americà Toto en la seva gira de reunió per beneficiar al membre Mike Porcaro, a qui li havien diagnosticat esclerosi lateral amiotròfica. East també es va unir a Toto per a les seves gires de 2011 i 2012. Es va unir a la banda d'Eric Clapton per a concerts al Japó, Singapur, Tailàndia i Dubai al febrer i març de 2014 i de nou per als concerts de Madison Square Garden i Royal Albert Hall el maig de 2015.
L'àlbum debut en solitari homònim d'East va ser llançat el 25 de març de 2014. Durant la gravació, es va unir a diversos dels seus associats de llarga data, com Stevie Wonder, Michael McDonald, Eric Clapton, Ray Parker Jr. i Greg Phillinganes.
El 2023, East va actuar amb Eric Clapton durant la seva residència a Tòquio al Nippon Budokan del 15 al 24 d'abril. Tornant del Japó, East es va unir al nebot d'Eric Clapton, Will Johns, i a The Cream of Clapton Band al seu espectacle del 30 d'abril a San Diego. El fill d'East, Noah East, forma part de The Cream of Clapton Band des de principis de 2023 i va fer gira amb la banda durant la primavera de 2023.

## Equipament

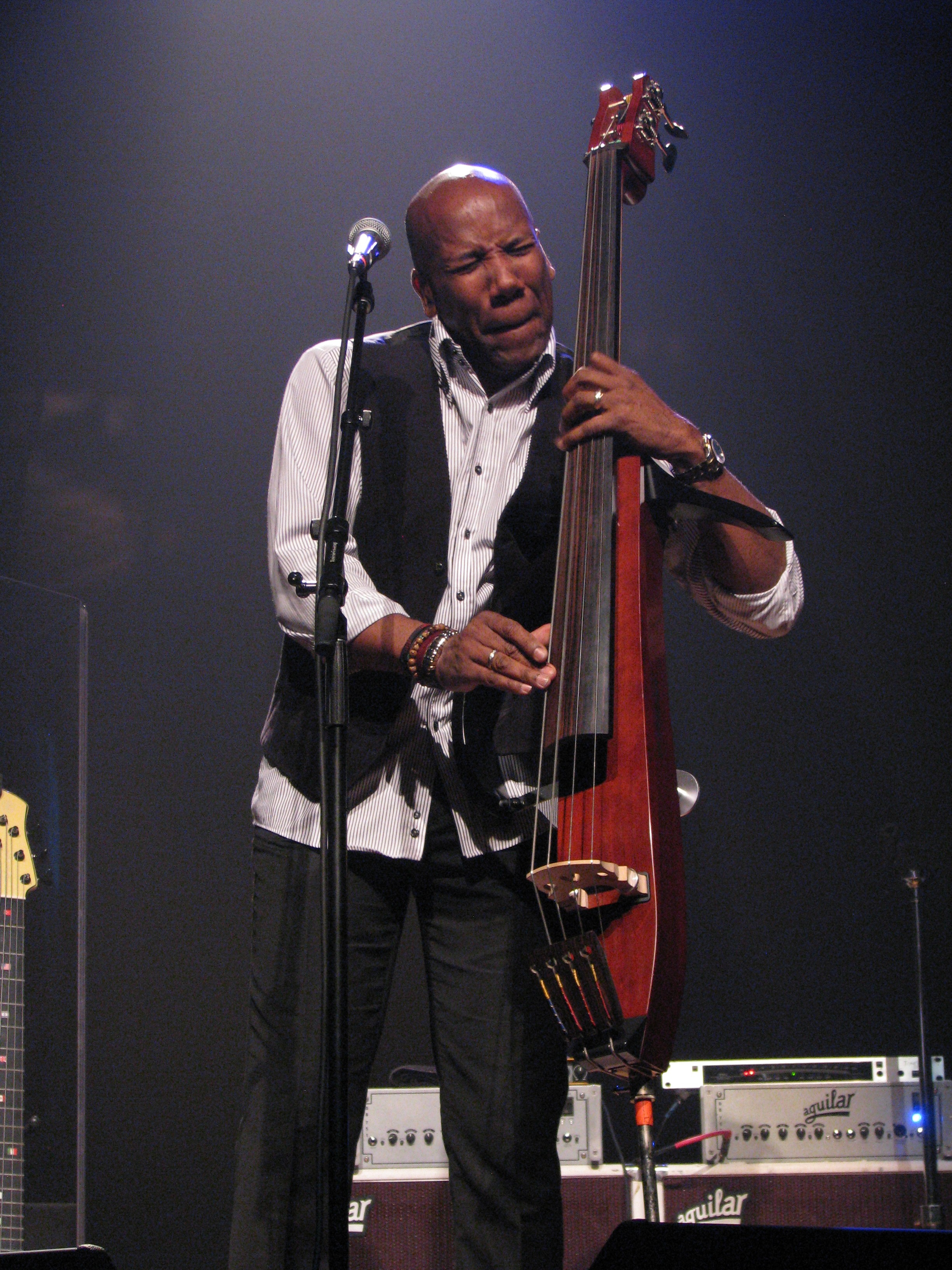
Nathan East toca un Yamaha SLB200 Silent Upright Bass amb Fourplay al Knight Theatre de Charlotte, Carolina del Nord, el 8 de juny de 2014.

Amb Yamaha, East va desenvolupar un model personalitzat de signatura de baix de 5 cordes, el BBNE (modejat després del seu baix de 5 cordes BB5000 de principis dels anys 80). El segon baix de la signatura, el BBNE2, es va llançar el 2001. El 2011 es va llançar una versió limitada del 30è aniversari (la BBNE2 LTD). També ha utilitzat prototips personalitzats de 6 cordes del seu baix BBNE2 entre 2003 i 2005, juntament amb el seu baix negre de 5 cordes LB-1 Motion dels anys 80 i un parell de models TRB6P de 6 cordes. Yamaha va presentar el Pedal EQ Paramètric NE1, també conegut com a "Magic Box" a principis dels anys 2000. Aquest pedal ofereix essencialment al músic la possibilitat d'utilitzar la "corba Nathan East EQ" en qualsevol baix que triï. East també toca un Yamaha SLB200 Silent Upright Bass.
El 2019, East va desenvolupar un monitor d'orella personalitzat anomenat N8 (una abreviatura de producte que reprodueix el primer nom d'East, Nate) conjuntament amb 64 Audio, un fabricant de monitors in-ear amb seu a Oregon per a intèrprets d'escenari, enginyers de mescles i entusiastes de l'àudio.

## Premis i honors
- Premi Ivor Novello, Acadèmia Britànica de Compositors, Compositors i Autors per "Easy Lover⁣"
- Most Valuable Player (baix), Premis Internacionals del Rock
- Bassist of the Year, Premis Nacionals Smooth Jazz dels EUA
- Most Valuable Player (baix), NARAS
- Most Performed Work, ASCAP
- Honorat pel Congrés dels EUA, 2007[16][17]

## Discografia

### Àlbums

#### Fourplay
| Any  | Àlbum                | Etiqueta     |
| ---- | -------------------- | ------------ |
| 1991 | Fourplay             | Warner Bros. |
| 1993 | Between the Sheets   | Warner Bros. |
| 1995 | Elixir               | Warner Bros. |
| 1997 | The Best of Fourplay | Warner Bros. |
| 1998 | 4                    | Warner Bros. |
| 1999 | Snowbound            | Warner Bros. |
| 2000 | Yes, Please!         | Warner Bros. |
| 2002 | Heartfelt            | Bluebird     |
| 2004 | Journey              | Bluebird     |
| 2006 | X                    | Bluebird     |
| 2008 | Energy               | Heads Up     |
| 2010 | Let's Touch the Sky  | Heads Up     |
| 2012 | Esprit de Four       | Heads Up     |
| 2015 | Silver               | Heads Up     |

#### En solitari
| Any                                                    | Àlbum                                     | Posició més alta | Posició més alta | Posició més alta | Posició més alta | Posició més alta | Posició més alta | Segell                     |
| Any                                                    | Àlbum                                     | US 200           | US Top Sales     | US Jazz          | US Con. Jazz     | US Top Cur       | US Ind           | Segell                     |
| ------------------------------------------------------ | ----------------------------------------- | ---------------- | ---------------- | ---------------- | ---------------- | ---------------- | ---------------- | -------------------------- |
| 2014                                                   | Nathan East                               | 193              | 193              | 2                | 1                | 163              | 41               | Yamaha Entertainment Group |
| 2015                                                   | The New Cool (Bob James with Nathan East) | —                | —                | 5                | 2                | —                | —                | Yamaha Entertainment Group |
| 2017                                                   | Reverence                                 | —                | —                | 1                | 1                | —                | 23               | Yamaha Entertainment Group |
| "—" indica un enregistrament que no es va classificar. |                                           |                  |                  |                  |                  |                  |                  |                            |

### Singles classificats
| Any  | Títol                                                                                    | Posició més alta    | Àlbum                     |
| Any  | Títol                                                                                    | Smooth Jazz Airplay | Àlbum                     |
| ---- | ---------------------------------------------------------------------------------------- | ------------------- | ------------------------- |
| 2014 | "Daft Funk"                                                                              | 2                   | Nathan East               |
| 2014 | "101 Eastbound"                                                                          | 11                  | Nathan East               |
| 2015 | "Moondance" (Nathan East featuring Michael McDonald)                                     | 21                  | Nathan East               |
| 2016 | "Lifecycle"                                                                              | 1                   | Reverence                 |
| 2017 | "Serpentine Fire" (Nathan East featuring Philip Bailey, Verdine White and Ralph Johnson) | 17                  | Reverence                 |
| 2023 | "Nujazzy" (Bobby Lyle featuring Nathan East)                                             | 1                   | Bobby Lyle – Ivory Flow   |
| 2024 | "Love of Your Life" (Lindsey Webster featuring Nathan East)                              | 9                   | Lindsey Webster – Reasons |
| 2024 | "Longing for You" (Donald Hayes featuring Nathan East)                                   | 14                  | Non-album single          |

## Col·laboracions en directe
| Any       | Artista                                                   | Espectacle/Col·laboració | Membre/Convidat    |
| --------- | --------------------------------------------------------- | ------------------------ | ------------------ |
| 1971      | Barry White                                               |                          | Membre de la banda |
| 1971      | The Love Unlimited Orchestra                              |                          | Membre de la banda |
| 1979      | Patrice Rushen                                            |                          | Membre de la banda |
| 1980      | Lee Ritenour                                              |                          | Membre de la banda |
| 1981      | Hubert Laws                                               |                          | Membre de la banda |
| 1982      | Joe Sample                                                |                          | Membre de la banda |
| 1984      | Al Jarreau                                                |                          | Membre de la banda |
| 1985      | Kenny Loggins                                             | Live Aid                 | Membre de la banda |
| 1986      | Eric Clapton                                              |                          | Membre de la banda |
| 1991      | Fourplay                                                  |                          | Membre de la banda |
| 1992      | Eric Clapton                                              | Unplugged                | Membre de la banda |
| 1994-1997 | Phil Collins                                              |                          | Membre de la banda |
| 2000      | Babyface                                                  | Unplugged                | Membre de la banda |
| 2006      | Herbie Hancock                                            |                          | Membre de la banda |
| 2010-2014 | Toto                                                      |                          | Membre de la banda |
| 2014      | Daft Punk, Stevie Wonder, Nile Rodgers, Pharrell Williams | Grammy Awards            | Intèrpret          |
| 2015      | Eric Clapton                                              |                          | Membre de la banda |